# Chapelle Saint-Martin de las Oumettes

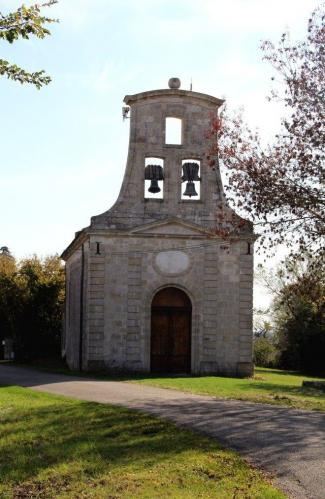
Chapelle Saint Martin

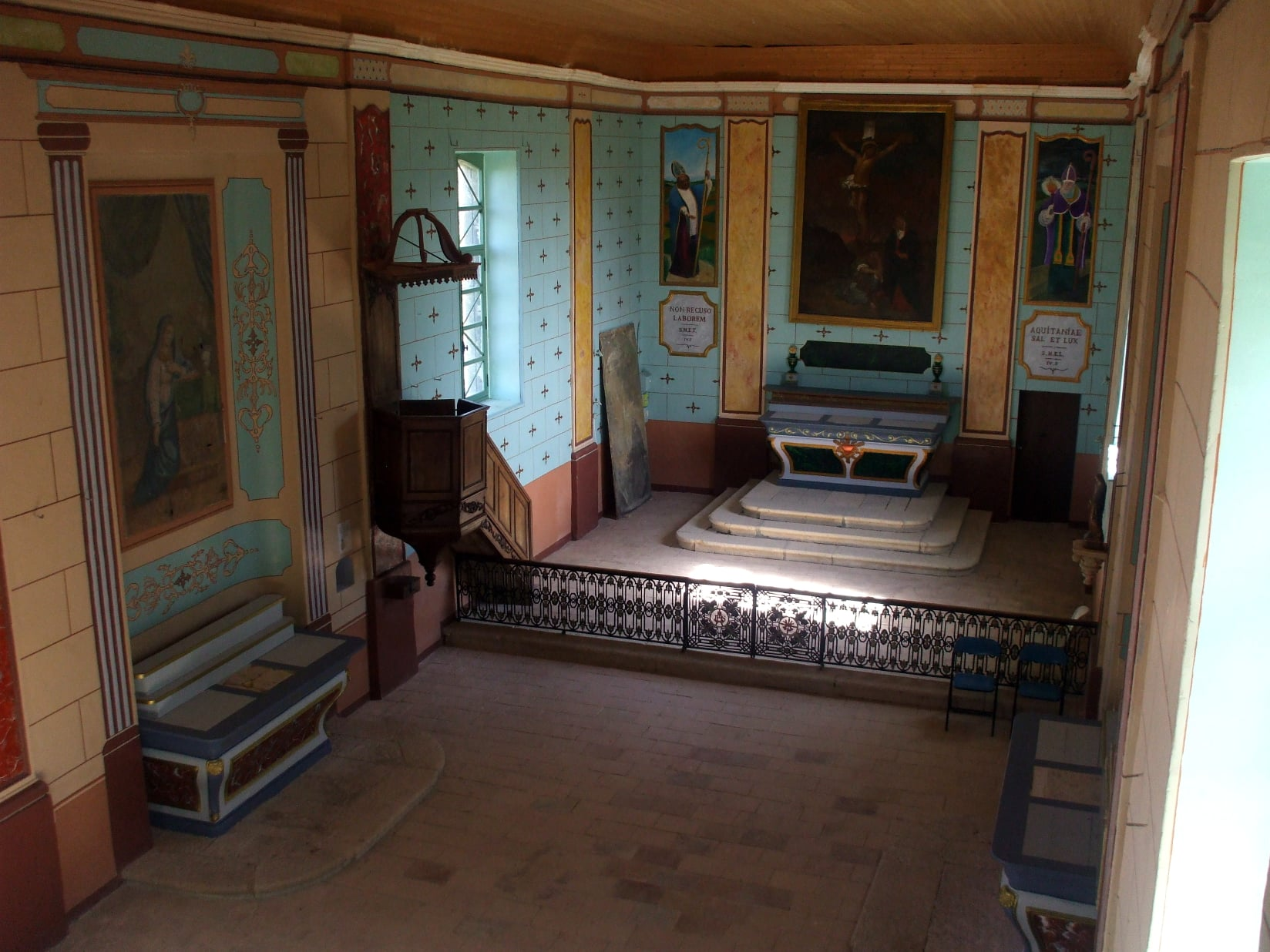
Chœur de la chapelle restauré

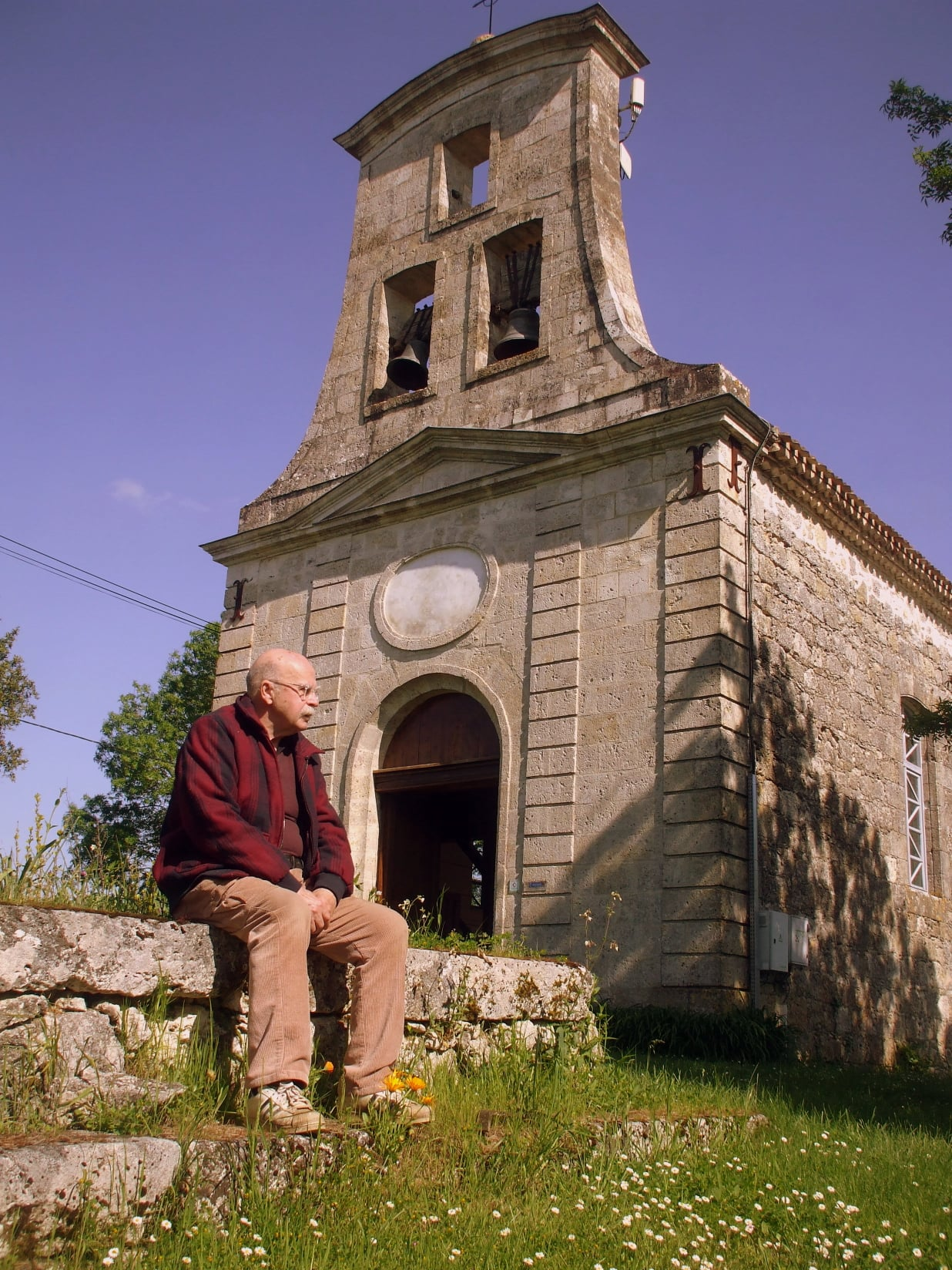
Jean-Marie Broutée alias JMBey

La chapelle Saint-Martin de las Oumettes est un édifice religieux de style Régence situé dans le hameau de Saint-Martin-de-Las-Oumettes, rattaché à la commune de Mauroux, dans le département du Gers, en France 
Elle est classée au titre des monuments historiques en 1984.

## Localisation
Saint-Martin de las Oumettes tire son nom du saint patron de la paroisse, patronyme révélateur d'une implantation humaine dès le haut Moyen Âge.
En effet, au XVIe siècle, Saint Martin de Lebretville devient «de Lomagne», avant de connaître son appellation actuelle «de las Oumetos» au XVIIe siècle, littéralement «des jeunes ormeaux».
Le hameau de Saint-Martin-de-Las-Oumettes est situé sur un plateau étroit comportant une chartreuse et des maisons de caractère. La chapelle de Saint-Martin fut seigneurie, paroisse et commune avant d’être rattachée, en 1836, à celle de Mauroux,.

## Histoire
En 1729, François « Toulouze » Claverie, natif de la région ayant fait fortune aux Amériques, lègue 15 000 livres à la paroisse pour la construction de cette chapelle, en demandant que soit dite quotidiennement une messe basse pour le salut de son âme. La construction est entreprise à 500 mètres d'un ancien édifice religieux, démoli par la suite.
Au milieu du XVIIIe siècle, l'église se trouve dans un état déplorable. Cependant, la paroisse voit sa richesse grandir, achète une métairie et profite d'une situation financière confortable. En 1759, l’évêque de Lectoure la sanctionne en restreignant les travaux. Il faudra alors dix ans pour que la reconstruction ne débute..
Le gros œuvre fut achevé dès 1772, mais c'est seulement cinq années plus tard, en 1779, lors d'une épidémie de dysenterie où le servage sur les domaines royaux était supprimé, que les habitants de la commune finiront de construire l'édifice en hissant la cloche au campanile, conformément à la volonté de Toulouze.

## Architecture

### Extérieur
L’édifice, de style Régence, est long de 21 mètres et large de 7 mètres. Le clocher culmine à 12 mètres. À l’église est adossée, à l’est, une sacristie de largeur identique au vaisseau, mais plus basse.
La porte est une simple baie couverte d’un arc en plein cintre. Elle s’ouvre entre deux pilastres en tables qui supportent un petit fronton aveugle, sans doute destiné à recevoir une décoration ou une inscription peinte, le tout donnant l'illusion d'un avant-corps.
Aux angles, deux pilastres montent jusqu’à la corniche. Un clocher-mur surmonte le tout. Presque aussi imposant que la façade elle-même, il donne à tout l’édifice un aspect surprenant. Les ailerons latéraux lui donnent une silhouette concave, tandis que le couronnement segmentaire est convexe. Il est percé de trois baies. Aujourd’hui, seules les deux inférieures sont garnies de cloches.
L’église, construite sur un terrain argileux, a tendance à bouger quelque peu. En 2007, une campagne de travaux a permis de reprendre les maçonneries extérieures, chantier auquel la Fondation pour la sauvegarde de l'art français a contribué,.

### Intérieur
Au mur Est s’adosse un autel-tombeau et un retable, avec un tableau et un reliquaire en bois doré.
Deux autres autels, sur les murs latéraux, sont ornés de la même façon. Chacun d'entre eux est surmonté d’un tableau à l’huile, une tribune et des fonts baptismaux. Ils représentent Saint Martial de Limoges et Saint François d’Assise, selon la volonté exprimée dans le testament de Toulouze. Une chaire en bois sculptée y fut installée le 22 avril 1863.
Dans les murs Nord et Sud, quatre grandes fenêtres à croisée éclairent la nef. Elles sont garnies de vitres claires.
L'un des tableaux, La Crucifixion, datant du XVIIIe siècle, fut entièrement restauré en 2002.
Un autre tableau "Saint François d'Assise recevant les stigmates" est en cours de restauration (mars 2025).

## Préservation
Depuis 2004, l'association ASMO participe à la préservation de l'édifice en finançant des travaux de restauration. C'est Jean-Marie Broutée (alias JMBey : https://jmbey-pastelliste.odexpo.com/), artiste peintre habitant le village, qui a entièrement restauré les peintures intérieures de l'édifice en respectant scrupuleusement les motifs imaginés par les créateurs de la chapelle. Plus de 3000 heures ont été nécessaires pour réaliser ces travaux et le résultat est fascinant. 
Le mardi 17 décembre 2024 dans les salons de la préfecture, sous les ors de la République, en présence de monsieur le Préfet du Gers il a reçu la médaille de bronze de la Jeunesse, des Sports et de l'Engagement Associatif. Cette médaille est destinée à honorer les personnes qui se sont distinguées au service des associations et du bénévolat. 
La chapelle, ouverte aux visites lors des journées européennes du patrimoine, a déjà bénéficié d'aides de la part de la Fondation du patrimoine et de la Fondation pour la sauvegarde de l'art français lors de rénovations antérieures.[réf. nécessaire]

## Pour approfondir